# Zdzisław Jan Kapera
Zdzisław Jan Kapera (ur. 1942) – dr historyk, biblista-qumranista, orientalista, absolwent historii Uniwersytetu Jagiellońskiego. Były kustosz Biblioteki Instytutu Filologii Orientalnej na UJ. Wydawca, redaktor i właściciel Enigma Press. Prowadził badania także dotyczące maszyny szyfrującej Enigma.

## Publikacje

### Publikacje qumranologiczne

#### Książki
- RĘKOPISY ZNAD MORZA MARTWEGO. Qumrańskie kontrowersje z lat 1991-1994, Kraków 1995, s.142
- Półwiecze sporu o zwoje znad Morza Martwego, Kraków 1996, s.48

#### Artykuły
- Rękopisy z Masady. Kontekst archeologiczny-Przegląd treści-Znaczenie, Studia z Archeologii Azji Przedniej i Starożytnego Wschodu, red. Maria Ludwika Bernard i Ludwik Walenty Stefaniak, PAN, Kraków 1970, s.189-206
- Some Remarks on a New Bibliography of Archeology of Palestine, Folia Orientalia, t.5, 1974, s.269-275
- Cypriot Pottery in the National Museum in Cracow, Zeszyty Naukowe Uniwersytetu Jagiellońskiego 557. Prace Archeologiczne, z.29, Studia z Archeologii Śródziemnomorskiej, z.5., s.25-38.
- Selected Polish Subject Bibliography of the Dead Sea Discoveries, Folia Orientalia, t.23, 1985-86, s.269-338
- Przekłady i antologie literatury qumranskiej, Przegląd Orientalistyczny, nr 147, 1988, s.273-280
- Wybrana polska bibliografia rękopisów znad Morza Martwego, Filomata 391, 1989, s.262-271
- Rękopisy z Qumran I., Filomata 391, 1989, s.183-228
- The Present State of Qumranology, Folia Orientalia, t.26, 1989, s.27-53
- The Third Battle of the Dead Sea Scrolls, Archeology and Biblical Research 3, 1990, s.90-95
- Rękopisy z Qumran II., Filomata 395, 1990, s.3-90
- Second International Qumran Colloquium, Kraków-Mogilany (10-15 Aug) 1989, Ruch Biblijny i Liturgiczny, nr 43, 1990, s.160-162
- The Unfortunate Story of the Qumran Cave Four, [w:] Qumran Cave Four: Special Report, red. Z.Kapera, Enigma Press, Kraków 1991, s.5-53
- The Second International Colloquium on the Dead Sea Scrolls in Mogilany (near Cracow)1989: General Remarks, The Qumran Chronicle, Vol. 1, 1990, s.3-9
- Qumran Sessions at the International SBL Meeting in Münster (July 25-28, 1993), The Qumran Chronicle, Vol. 3, 1993, s.9-13
- Some Remarks on the Qumran Cemetery, [w:] Methods of Investigation of the Dead Sea Scrolls and the Khirbet Qumran Site: Present Realities and Future Prospects, ed. Michael O.Wise, Academy of Sciences, New York, 1994, s.97-113
- A Qumran Symposium in Czestochowa, The Qumran Chronicle, Vol. 4, 1994, s.141-145
- Recent Research on the Qumran Cemetery, The Qumran Chronicle, Vol. 5, 1995, s.123-132
- Józef Tadeusz Milik - pół wieku pracy nad rękopisami znad Qumran, Studia Judaica 2, nr 1(3), 1999, s.107-114
- An Introduction to Study the 'Insignificant' Glass Objects from Khirbet Qumran and 'Ain Feshkha, The Qumran Chronicle, Vol. 11, No. 1/4, 2003, s.7-20
- Józef Tadeusz Milik – współtwórca qumranologii, Ruch Biblijny i Liturgiczny, nr 1, 2003
- Nieoczekiwany spór o tzw. ossuarium Jakuba, [w:] Biblioteka Zwojów, t.12, pr.zbior., Kraków 2003, ss. 164+ ilustr.; ISBN 83-86110-53-8
- Some Remarks on the Origins and the History of the Gold Plaques from Amathus, Studies in Ancient Art and Civilization, vol.12, 2008, s.87-95
- A New Contribution to the Study of Origins of the Pottery from the Dead Sea Area, The Qumran Chronicle 17/2-4, 2009, s.69-74

#### Recenzje
- James H. Charlesworth, ed., The Hebrew Bible and Qumran, The Qumran Chronicle, Vol. 11, No. 1/4, 2003, s.117-118
- James H. Charlesworth, ed., Caves of Enlightenment. Proceedings of the ASOR Dead Sea Scrolls Jubilee Symposium (1947-1997), The Qumran Chronicle, Vol. 11, No. 1/4, 2003, s.118-120
- James H. Charlesworth, Walter P. Weaver, eds., The Dead Sea Scrolls and the Christian Faith. In Celebration of the Jubilee Year of the Discovery of Qumran Cave I, The Qumran Chronicle, Vol. 11, No. 1/4, 2003, s.120-121
- Martin S. Jaffe, Torah in the Mouth. Writing and Oral Tradition in Palestinian Judaism 200 B.C.-400 C.E., The Qumran Chronicle, Vol. 11, No. 1/4, 2003, s.125-126
- Bernhard Mayer, ed., Jericho und Qumran. Neues zum Umfeld der Bibel, The Qumran Chronicle, Vol. 11, No. 1/4, 2003, s.140-142
- Aleksander Palla, Sekrety Biblii, The Qumran Chronicle, Vol. 11, No. 1/4, 2003, s.142-143
- Stanley Porter, Craig A. Evans, eds., The Scrolls and the Scriptures. Qumran Fifty Years After, The Qumran Chronicle, Vol. 11, No. 1/4, 2003, s.144-149
- Farah Mebarki, Émile Puech, Les manuscrits de la mer Morte, The Qumran Chronicle, Vol. 11, No. 1/4, 2003, s.149-155
- Lawrence H. Schiffman, Les manuscrits de la mer Morte et le judaisme, The Qumran Chronicle, Vol. 11, No. 1/4, 2003, s.156-159
- Felipe Sen, Los Manuscritos del Mar Muerto, The Qumran Chronicle, Vol. 11, No. 1/4, 2003, s.159-161
- Hershel Shanks, The Mystery and Meaning of the Dead Sea Scrolls, The Qumran Chronicle, Vol. 11, No. 1/4, 2003, s.162-167
- Enamuel Tov, Tekstologiia Vetkhogo Zaveta, The Qumran Chronicle, Vol. 11, No. 1/4, 2003, s.167-168
- Michał Wojciechowski, Apokryfy z Biblii Greckiej. 3 i 4 Księga Machabejska, 3 Księga Ezdrasza, oraz Psalm 151 i Modlitwa Manassesa, The Qumran Chronicle, Vol. 11, No. 1/4, 2003, s.169-171
- Beate EGO, Armin LANGE, Peter PILHOFER, eds., Gemeinde ohne Tempel. Community without Temple, The Qumran Chronicle, Vol. 12, No. 2/4, 2004, s.177
- Jaime Vázquez Allege, ed., Para comprender Los manuscritos del mar Muerto, The Qumran Chronicle, Vol. 12, No. 2/4, 2004, s.179-178
- Piotr Walewski, Praca naukowa nad Biblią. Cytowanie i skróty (SBP 1), Częstochowa 2006, PJBR Vol. 5, No. 2 2006, 156-158

#### Redakcja
- Filomata. Nr 391: Rękopisy z Qumran, PWN, Kraków 1989
- Filomata. Nr 395: Rękopisy z Qumran, PWN, Kraków 1990
- Mogilany 1989: Papers on the Dead Sea Scrolls Offered in Memory of Jean Carmignac: Part 1, General Research on the Dead Sea Scrolls, Qumran and the New Testament: The Present State of Qumranology, Enigma Press, Kraków 1991
- Qumran Cave Four: Special Report, Enigma Press, Kraków 1991
- Filomata. Nr 410: Rękopisy znad Morza Martwego (Antologia), PWN, Kraków 1992
- Intertestamental Essays in Honour of Jozef Tadeusz Malik, Enigma Press, Kraków 1992
- Mogilany 1995. Papers on the Dead Sea Scrolls offered in memory of Aleksy Klawek, Kraków 1998
- Ossuarium Jakuba, brata Jezusa. Odkrycie, które podzieliło uczonych, Kraków 2003
- The Qumran Chronicle
- Qumranica Mogilanensia

### Pozostałe publikacje
- The Polish Signals Intellegence in the West Discovers the Holocaust (1941-1944), Studia Judaica 5, nr 1(9), 2002, s.131-137
- Marian Rejewski pogromca Enigmy, The Enigma Press, Kraków-Mogilany 2005, ISBN 83-86110-60-0
- Łamanie szyfrów „Enigmy” przez Polaków. Mity i prawda, Przegląd Historyczno-Wojskowy, nr 5, 2005
- The Jewish Presence in Cyprus before AD 70, Scripta Judaica Cracoviensia, vol.7, Kraków 2009, s.33-44

## Wyróżnienia
W 65. rocznicę jego urodzin wydano specjalny tom z artykułami pt. Przeznaczyłeś nas dla Twojej prawdy, red. ks. Waldemar Chrostowski, Warszawa 2007.